# آرثر ليمان
آرثر ليمان (بالإنجليزية: Arthur Lyman)‏ هو موسيقي أمريكي، ولد في 2 فبراير 1932 في كاواي في الولايات المتحدة، وتوفي في 24 فبراير 2002 في هونولولو في الولايات المتحدة بسبب سرطان المريء.

## وصلات خارجية
- آرثر ليمان على موقع IMDb (الإنجليزية)
- آرثر ليمان على موقع ميوزك برينز (الإنجليزية)
- آرثر ليمان على موقع أول ميوزيك (الإنجليزية)
- آرثر ليمان على موقع ديسكوغز (الإنجليزية)